# Zeng Chunlei
Zeng Chunlei (chiń. 曾春蕾; ur. 3 listopada 1989 w Pekinie) – chińska siatkarka, grająca na pozycji atakującej. Od sezonu 2017/2018 występuje w drużynie Beijing BAW.

## Sukcesy klubowe
Klubowe Mistrzostwa Świata:
- 2013

Mistrzostwo Chin:
- 2019
- 2018
- 2020

## Sukcesy reprezentacyjne
Puchar Azji:
- 2012

Grand Prix:
- 2013

Mistrzostwa Świata:
- 2014
- 2018

Mistrzostwa Azji:
- 2015

Puchar Świata:
- 2015, 2019

Puchar Wielkich Mistrzyń:
- 2017

Liga Narodów:
- 2018

Igrzyska Azjatyckie:
- 2018

## Nagrody indywidualne
- 2015 - Najlepsza atakująca Mistrzostw Azji